# دستجرد (إسفراين)
دستجرد (بالفارسية: دستجرد) هي قرية تقع في قسم بام الريفي (مقاطعة إسفراين) في إيران. يقدر عدد سكانها بـ 463 نسمة بحسب إحصاء 2016.